# Zaječí vrch
Zaječí vrch je hora v Krušných horách, ležící 3 km severně od Nových Hamrů a 3 km východně od Horní Blatné. Je to nejzápadnější tisícovka Krušných hor i celé České republiky. S výškou 1009 m je jednou z nejnižších krušnohorských tisícovek, ale zároveň je druhá nejprominentnější, protože ji od mateřského Blatenského vrchu odděluje výrazné, 111 metrů hluboké sedlo.
Vrchol je zalesněn smrkem, s četnými pasekami a částečnými výhledy, které ovšem postupně zarůstají. Pěkné výhledy nabízí posed, nacházející se asi 300 m SSV od vrcholového geodetického bodu.

## Název
Vrch se v minulosti nazýval Zaječí hora, používání tohoto názvu je doloženo ještě na státní mapě z roku 1985, či v knize Zeměpisný lexikon ČR: Hory a nížiny z roku 2006.

## Přístup
Vrchol je nejsnáze přístupný ze silnice Horní Blatná – Nové Hamry, ze které po asi 2 km odbočuje tzv. Bučinská cesta, asfaltová silnička se značenou žlutou cyklotrasou č. 23. V nejvyšším místě cesty, u turistického přístřešku, odbočuje doprava neznačená lesní cesta, po které je to na vrchol 250 metrů.